# 송산초등학교 (전남)
송산초등학교는 대한민국 전라남도 순천시 별량면 송기리에 있는 공립 초등학교이다.

## 학교 연혁
- 1941년 5월 15일 송산공립국민학교 개교
- 1980년 3월 1일 병설유치원 개원
- 1988년 2월 29일 대룡분교장 편입
- 1996년 3월 1일 송산초등학교 교명 변경
- 2000년 2월 19일 제55회 졸업식(총 4208명)
- 2000년 3월 1일 별량초등학교 송산분교로 편입, 대룡분교는 별량초등학교 대룡분교로 편입
- 2011년 3월 1일 송산초등학교로 승격(6학급 122명)
- 2018년 2월 8일 제62회 졸업식(총 4339명)
- 2018년 3월 1일 박노훈 교장(제24대) 부임

## 참고 자료
- 송산초등학교 - 한국교육학술정보원 학교알리미